# Concepcion (Texas)
Concepcion é uma Região censo-designada localizada no estado norte-americano do Texas, no Condado de Duval.

## Demografia
Segundo o censo norte-americano de 2000, a sua população era de 61 habitantes.

## Geografia
De acordo com o United States Census Bureau tem uma área de
0,2 km², dos quais 0,2 km² cobertos por terra e 0,0 km² cobertos por água. Concepcion localiza-se a aproximadamente 91 m acima do nível do mar.

## Localidades na vizinhança
O diagrama seguinte representa as localidades num raio de 32 km ao redor de Concepcion.